# Jacek Czarnecki
Jacek Wojciech Czarnecki (ur. 1963) – polski dziennikarz radiowy, korespondent wojenny, w okresie Polski Ludowej działacz opozycji antykomunistycznej.

## Życiorys
Z zawodu technik telekomunikacji. Przed 1989 był członkiem Federacji Młodzieży Walczącej (wchodził w skład redakcji „Naszych Wiadomości”) oraz Grup Oporu „Solidarni”. Został później absolwentem Université Panthéon-Sorbonne, specjalizował się w polemologii. W 2023 uzyskał stopień doktora nauk humanistycznych w dyscyplinie archeologia na Uniwersytecie im. Adama Mickiewicza w Poznaniu.
Od 1992 był związany z Radiem Zet, pracował również dla Radia Kolor i Programu III Polskiego Radia. Po raz pierwszy jako korespondent wojenny pojechał do Jugosławii w 1995, później relacjonował m.in. konflikty w Bośni, Rwandzie, Kosowie, Libanie, Izraelu i Iraku. Następnie został dziennikarzem politycznym, był reporterem sejmowym. W 2024 objął stanowisko wicedyrektora Programu Pierwszego Polskiego Radia.

## Odznaczenia
W 2012 prezydent Bronisław Komorowski odznaczył go Krzyżem Kawalerskim Orderu Odrodzenia Polski. W 2015 otrzymał Krzyż Wolności i Solidarności.